# Tino Vegar
Tino Vegar (Spalato, 30 gennaio 1967) è un ex pallanuotista e allenatore di pallanuoto croato, vincitore di una medaglia di argento ai giochi olimpici di Atlanta 1996 e agli europei di Strasburgo 1987. Nel suo palmarès vanta anche una Coppa del Mondo, conquistata nel 1987.

## Palmarès

### Trofei Nazionali
- Campionato italiano: 1

Posillipo: 2003-04
- Campionato croato: 7

Mladost: 1992, 1993, 1994, 1995, 1996, 1997, 1999
- Kup Hrvatske: 5

Mladost: 1992-1993, 1993-1994, 1997-1998, 1998-1999
POŠK: 1999-2000

### Trofei internazionali
- Coppa COMEN: 5

POŠK: 1984, 1985, 1986
Ortigia: 2001, 2002
- Eurolega: 1

Mladost: 1995-96
- Coppa delle Coppe: 1

Mladost: 1999
- Supercoppa LEN: 1

Mladost: 1996